# Geroda xeneusalis
Geroda xeneusalis är en fjärilsart som beskrevs av Walker 1859. Geroda xeneusalis ingår i släktet Geroda och familjen nattflyn. Inga underarter finns listade i Catalogue of Life.